# 업무위탁
업무위탁 (영:offshoring)은 기존의 사업 거점으로부터 타국에 사업을 이전하는 경제 행위를 가리킨다.

## 개요
업무위탁은 하나의 나라를 거점으로 하고 있던 영리사업을 다른 나라에 이전하는 경제 행위라고 정의된다. 주된 동기는 기존의 사업 거점보다 저액인 인건비, 세제도 등이지만, 근년, 자국에서 충분하지 않는 전문가를 보완하기 위해서 타국의 인재를 활용하는 수단으로서 주목받고 있다. 아웃소싱과 업무위탁은 유사한 의미를 보관 유지하기 때문에 종종 대비되지만, 동일 국내에서의 위탁은 업무위탁이 아니라 아웃소싱을 가리킨다. 반대로 해외에의 업무의 위탁은 아웃소싱이 아니고, 업무위탁이라고 정의된다.

## 각국에서의 차이점

### 미국
생산, 사무, 법무, 개발업무 등의 업무위탁이 여러 가지 미디어로 보도되고 있다. 특필해야 할 것으로서 1990년대부터 영어권으로 저노임의 인도에, 2000년대부터 같이 영어권으로 저노임의 필리핀에의 업무위탁 개발이 주목받게 되어, HP, IBM, 아크센츄아, 인텔, AMD, 마이크로소프트, 오라클, 시스코, SAP, BEA 등의 국제 기업에서 넓게 도입되고 있다.
일본에서는 행해지지 않은 업무위탁으로서 의료 업무 (Medical Transcription)가 존재한다. 미국에서는 법률에 의해 모든 의료 데이터를 전자화하는 것이 의무화돼 있기 때문에, 그 디지털 문서화와 관리가 업무위탁의 대상이 된다.

### 일본
주로 인도, 중국, 베트남을 필두로 하는 동남아시아 제국에의 업무위탁이 근년 보도되고 있다. 제조업, 식품 가공, 사무 처리, 콜 센터, IT개발, 애니메이션의 업무위탁 등 다방면에 걸친다. 퍼지는 업무위탁화에 대해서 국내 노동자로부터 불안의 소리가 있지만, 업무위탁 제품의 보이콧이나, 외국인 노동자 배척 운동까지는 기운이 높아지지 않았다.

### 영국
영국에서는 기업들이 국내 콜센터 재도입을 독특한 판매 포인트로 활용해 왔다. 2014년에 RSA 인슈런스 그룹은 콜센터를 영국으로 이전하는 작업을 완료했다. 인도의 콜센터 산업은 브리티시 텔레콤(British Telecom), 산탄데르 UK(Santander UK), 아비바(Aviva)를 포함한 기업들이 경제를 활성화하고 고객 만족도를 회복하기 위해 영국으로 사업장을 다시 이전하겠다고 발표하면서 리쇼어링으로 인해 타격을 입었다.

## 일본의 법률상 취급

### 국내법의 적용 범위
직업 안정법 등의 사업 법규는 서비스의 수익자 (발주자)가 일본 국내에 있는 한 적용된다. 따라서 업무위탁처의 위탁 노동자에 대해서 E메일, 전화, 비디오 컨퍼런스를 통해서 지휘 명령 행위를 실시하는 것은, 직업 안정법 제 44조의 노동자 공급 사업의 금지 규정에 위반하기 때문에 형사죄 (1년 이하의 징역)의 리스크를 지게 된다. 또 업무위탁국의 위탁 노동자에 대해서 채용 행위 (이력서나 면접등의 노동자의 특정) 또는 지휘 명령을 행하는 것으로 다중 고용, 다중 파견, 위장 청부, 위장 출향에 해당할 가능성이 있어, 그 경우는 위탁 노동자와의 고용계약이 인정되게 된다.
또 직업 안정법위반은 취업 행위에 해당하는 것에서, 불법 취업 시키거나 불법 취업을 알선한 사람에 대해서 '불법 취업 조장죄' (3년 이하의 징역, 300만엔 이하의 벌금)가 성립될 가능성이 있다.

#### ILO에의 제소 또는 제기
일본은 '고용 관계의 위장'을 근절하기 위한 조치를 각국에 요구하는 '고용 관계에 관한 권고' (제198호)에 찬동하고 있기 때문에, 노동기준 감독서가 노동 기준법 6조, 검찰청이 공공 직업 안정소법 44조의 고소장, 고발장을 수리하지 않는 경우에, ILO에 대해서 제소 (제소장) 또는 제기 (제기서)를 실시할 수도 있다.

## 역사
선진국에서 제조업 일자리를 국외로 이전한 것은 적어도 1960년대로 거슬러 올라가며, 지식 서비스 일자리를 해외로 이전하는 것은 1970년대부터 시작되어 그 이후로 계속되었다. 이는 주로 선진국에서 개발도상국으로 공장을 이전하는 것이 특징이었다. 이러한 해외 아웃소싱과 공장 폐쇄는 선진국의 구조적 변화를 산업 사회에서 후기 산업 서비스 사회로 가져왔다.
20세기에는 운송 및 통신 비용의 감소와 임금 격차의 큰 격차로 인해 부유한 국가에서 덜 부유한 국가로의 해외 해외 이전이 많은 기업에서 재정적으로 가능해졌다. 더욱이, 인터넷, 특히 광섬유를 이용한 대륙 간 장거리 전송 용량과 월드와이드웹의 성장은 다양한 정보 작업에 대한 "운송" 비용을 거의 0으로 줄였다.

## 같이 보기
- 유형
  - 아웃소싱 - 위탁